# (1582) Martir
(1582) Martir – planetoida z pasa głównego asteroid okrążająca Słońce w ciągu 5 lat i 220 dni w średniej odległości 3,15 au. Została odkryta 15 czerwca 1950 roku w obserwatorium w La Placie przez Miguela Itzigsohna. Nazwa planetoidy po hiszpańsku oznacza męczennika i została nadana na cześć Evy Perón. Przed jej nadaniem planetoida nosiła oznaczenie tymczasowe (1582) 1950 LY.